# Puerto de Maloja

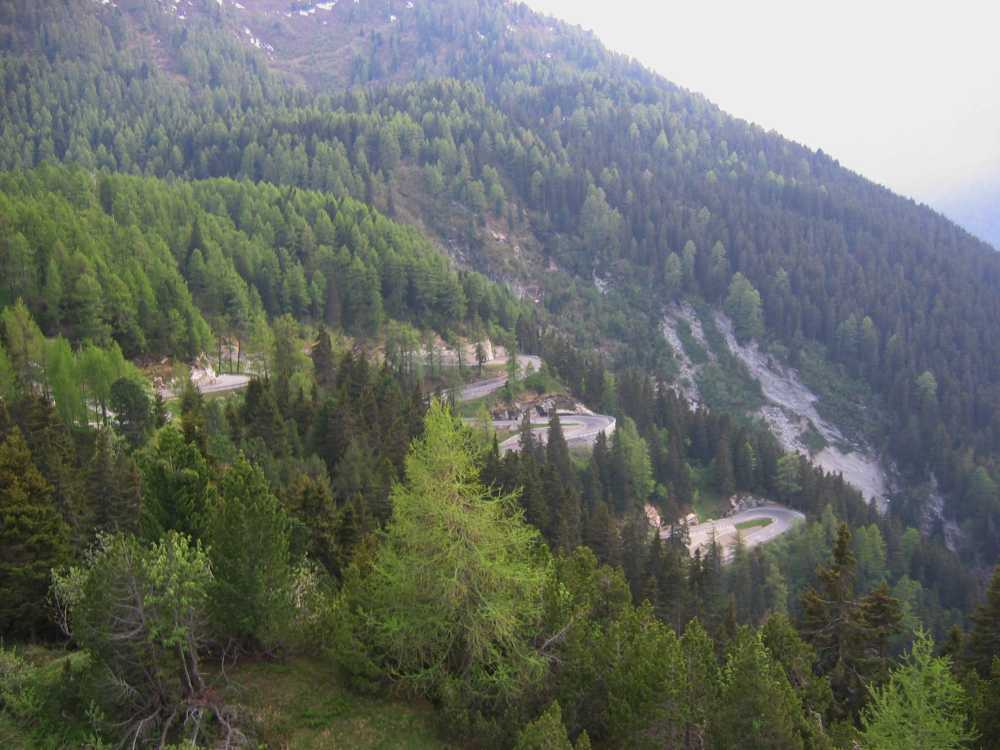
Carretera del puerto de Maloja.

El puerto de Maloja (en italiano, Passo del Maloja, en alemán, Malojapass), a 1.815 m de altitud, es un puerto de montaña en los Alpes suizos en el cantón de los Grisones, que une la Engadina con Val Bregaglia y Chiavenna en Italia. Marca la vertiente entre las cuencas del Danubio y del Po.
La carretera de Chiavenna a Silvaplana con distancias y altitud:
- 0 km Chiavenna  333 m
- 10 km Castasegna (frontera italo-suiza) 696 m
- 13 km Promontogno  802 m
- 16 km Stampa  994 m
- 18 km Borgonovo 1029 m
- 19 km Vicosoprano 1065 m
- 27 km Casaccia 1458 m
- 32 km  puerto de Maloja 1815 m
- 33 km Maloja (pueblo) 1809 m
- 40 km Sils/Segl 1798 m
- 44 km Silvaplana 1802 m

El puerto de Maloja está abierto en invierno. Sin embargo, después de una nevada la carretera puede cerrarse por un par de horas o por todo un día. Incluso si está abierto, es posible que se deba circular con cadenas o neumáticos de nieve.